# 티라 폰 베스터하겐
티라 폰 베스터하겐(Thyra von Westernhagen, 1973년 8월 14일 ~ )는 독일의 산림 관리인이다. 하노버 왕자 하인리히의 아내로서 그녀는 하노버가의 왕자빈이다.